# 227 Philosophia
Philosophia /fɪloʊˈsɒfiə/ (định danh hành tinh vi hình: 227 Philosophia) là một tiểu hành tinh lớn ở vành đai chính. Ngày 12 tháng 8 năm 1882, nhà thiên văn học người Pháp Paul-Pierre Henry phát hiện tiểu hành tinh Philosophia khi ông thực hiện quan sát ở Paris và đặt tên nó theo chủ đề Philosophy.